# Zoom (Commodores)
Zoom is een single uit 1977 van de Amerikaanse funkband Commodores. Het is geschreven door zanger Lionel Richie en bassist Ronald LaPread als eerbetoon aan diens zieke echtgenote Kathy LaFaye Hogan die in maart 1977 kwam te overlijden. In het Verenigd Koninkrijk werd Zoom een top 40-hit en de titelsong van het naamloze album dat verder de hits Easy en Brick House voortbracht. B-kant is het door drummer Walter Orange gezongen Too Hot ta Trot.
Beide nummers zijn ook terug te vinden op het live-album dat datzelfde jaar nog uitkwam; Zoom, dat voor de radio-edit van 6:43 naar 4:21 moest worden ingekort, werd hier opgerekt naar 10:15. 

## Samples
Ondanks dat Zoom in Amerika niet op single verscheen is het een van de bekendste nummers van de Commodores. Het werd in het solorepertoire van Richie opgenomen en gesampled door;
- E-40 op Zoom van zijn album The Element of Surprise uit 1998.
- The Black Eyed Peas-zangeres Fergie op All That I Got (The Make-Up Song) van haar soloalbum The Dutchess uit 2006.
- Snoop Dogg op 'Pimpin Ain't EZ, het duet met R Kelly van zijn album Malice n Wonderland uit 2009

## Bron
- Ontstaansgeschiedenis